# Heròdot (metge pneumàtic)
Heròdot (en llatí Herodotus, en grec antic Ἡρόδοτος) va ser un metge grec, deixeble potser d'Ateneu però més probablement d'Agàtinos, que va pertànyer a la secta dels pneumàtics. Va viure cap al final del segle i a Roma on va tenir una molt bona reputació i èxit, segons explica Galè. Va escriure diversos tractats mèdics que Galè i Oribasi citen repetidament, dels que només en resten alguns fragments.